# Friedrich Sertürner

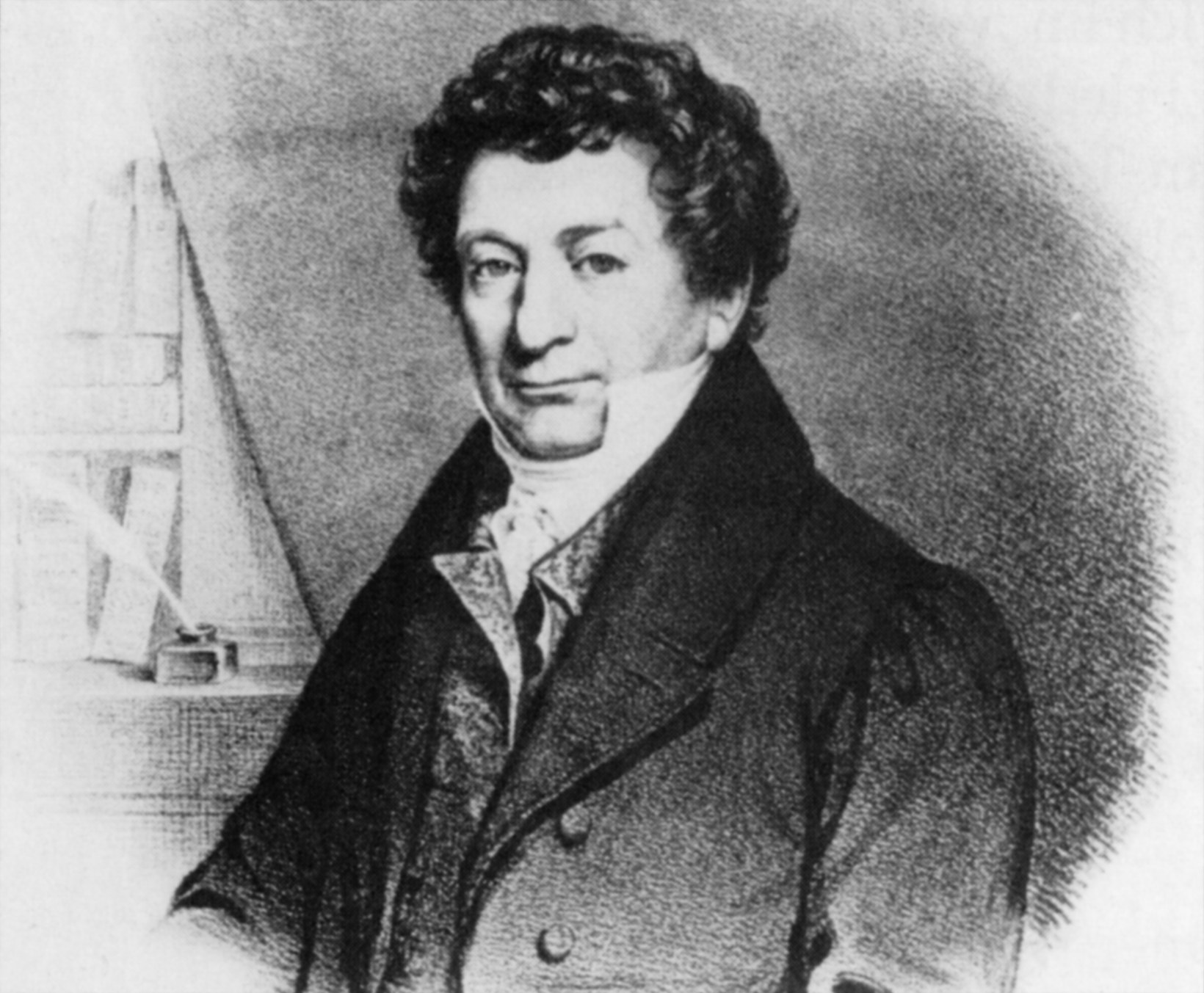
Friedrich Sertürner

Friedrich Wilhelm Adam Sertürner (sinh ngày 19 tháng 6 năm 1783 tại Neuhaus (gần Paderborn), mất ngày 20 tháng 2 năm 1841 ở Hamelin) là một dược sĩ người Đức đã khám phá ra morphine vào năm 1804.
Khi còn là một dược sĩ tập sự tại Paderborn, ông là người đầu tiên phân lập được morphine từ opium. Ông đã gọi alkaloid vừa được phân lập này bằng cái tên "morphium" dựa theo vị thần của những giấc mơ trong thần thoại Hy Lạp, Morpheus. Morphine không chỉ là alkaloid đầu tiên được chiết tách ra khỏi opium mà còn là alkaloid đầu tiên được phân lập từ các thực vật. Nhờ vậy Sertürner đã trở thành người đầu tiên phân lập được hoạt chất có liên quan đến một thảo dược
Trong những năm tiếp theo, ông đã tìm hiểu tác dụng của morphine. Tuy nhiên, chất này chỉ được sử dụng rộng rãi sau năm 1815. Năm 1809, Sertürner mở hiệu thuốc đầu tiên của riêng ông ở Einbeck. Năm 1822,ông đã mua hiệu thuốc lớn ở Hamelin (Rathaus Apotheke), nơi ông tiếp tục làm việc đến khi mất vào năm 1841.